# Bulbophyllum nematopodum
Bulbophyllum nematopodum är en orkidéart som beskrevs av Ferdinand von Mueller. Bulbophyllum nematopodum ingår i släktet Bulbophyllum och familjen orkidéer. Inga underarter finns listade i Catalogue of Life.